# 沙洲 (香港)

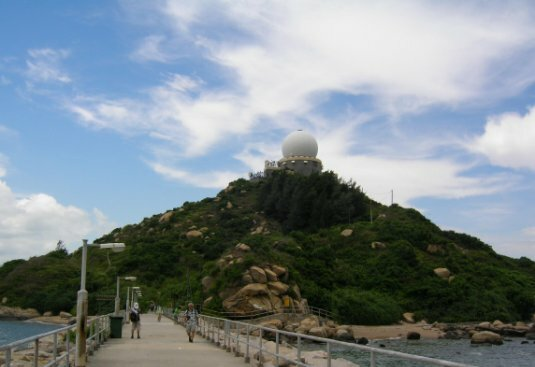
沙洲雷達站

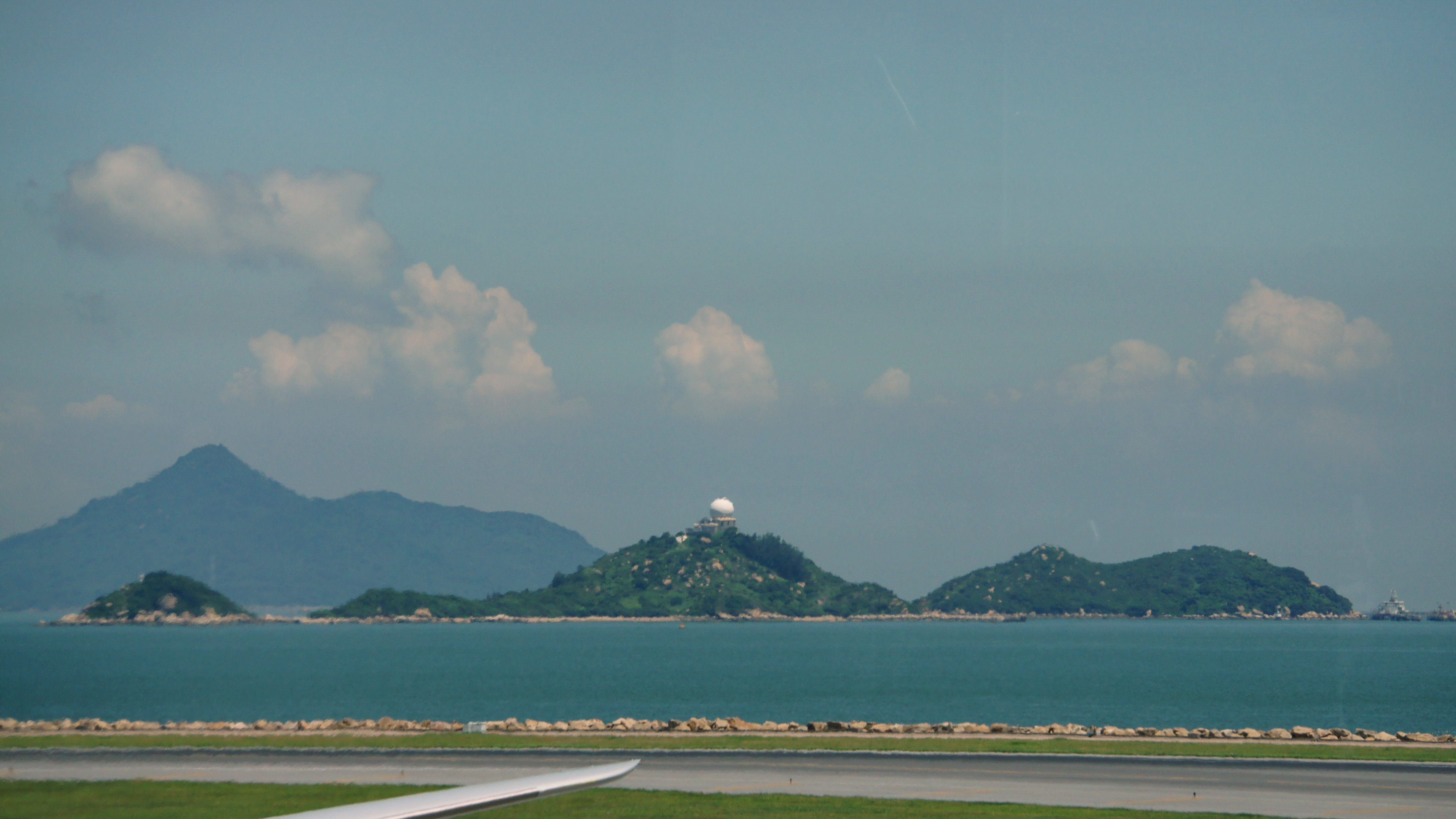
從香港國際機場眺望沙洲

沙洲（英語：Sha Chau，前作Saw-Chow）是香港新界西部龍鼓水道其中一組島嶼，即屯門區西部龍鼓灘對出的4個小島，分為上沙洲、沙洲主島、小沙洲和下沙洲，與龍鼓洲及白洲等島嶼同屬於具特殊科學價值地點及海岸保護區，合稱沙洲及龍鼓洲海岸公園。沙洲是中華白海豚出沒熱點地方。島上頂部圓型狀物體是民航處雷達站，因新建赤鱲角機場而興建，於1997年建成。上沙洲設有飛機燃料接收站，並有兩條海底燃料輸送管連接屯門永久飛機燃料儲存庫以及赤鱲角，其中連接赤鱲角的輸送管於2016年以定向鑽挖法重新舖設，以配合第三條跑道的填海工程，成為全球最長的定向鑽挖管道。沙洲亦是連島沙洲之一，因而得名。
考古遺址：
根據香港區域市政局聯同香港古物古蹟辦事處一九九零年出版的《香港文物》壹書，沙洲曾出土過新石器時代晚期（ 距今約五，六千年前）的文物.

## 區議會議席分佈
沙洲沒有任何居民，故只會劃入陸上龍鼓灘路沿線的選區。
| 年度/範圍  | 2000-2003 | 2004-2007 | 2008-2011 | 2012-2015 | 2016-2019 | 2020-2023 |
| ---------- | --------- | --------- | --------- | --------- | --------- | --------- |
| 龍鼓洲全島 | 龍門選區  | 樂翠選區  | 樂翠選區  | 樂翠選區  | 樂翠選區  | 樂翠選區  |

註：以上主要範圍尚有其他細微調整（包括編號），請參閱有關區議會選舉選區分界地圖及條目。

## 外部連結
- 沙洲及龍鼓洲海岸公園 - 漁農自然護理署 指定的海岸公園及海岸保護區  （页面存档备份，存于）

22°20′42″N 113°53′23″E / 22.3449°N 113.8897°E
1. ↑  . 民航處 (报告). 1997: 25.